# YTHDF1
عضو ۱ خانوادهٔ دومین YTH (انگلیسی: YTH domain family, member 1) یک پروتئین است که در انسان توسط ژن «YTHDF1» کُدگذاری می‌شود.